# Thaumastoderma cantacuzeni
Thaumastoderma cantacuzeni är en djurart som tillhör fylumet bukhårsdjur, och som beskrevs av Claude Lévi 1959. Thaumastoderma cantacuzeni ingår i släktet Thaumastoderma och familjen Thaumastodermatidae. Inga underarter finns listade i Catalogue of Life.